# Crossley Motors

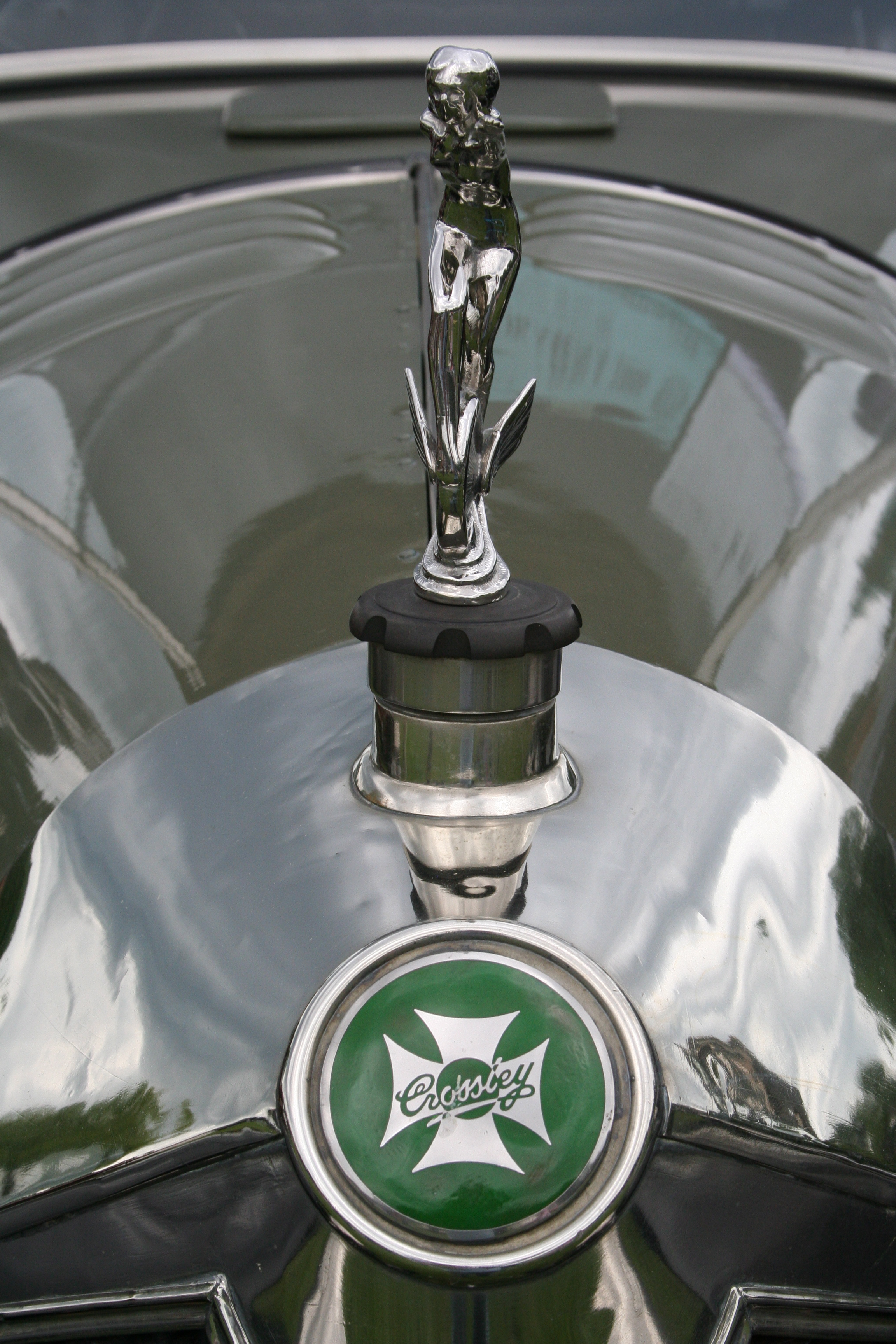
Crossley radiator badge en mascotte

Crossley Motors Ltd. is een Engelse fabriek van auto's, vrachtwagens en autobussen in Gorton bij Manchester, later in Errwood Park te Stockport in Cheshire, die bestond van 1906 tot 1958. In het Nederlandse openbaar vervoer heeft Crossley in de eerste jaren na de bevrijding een bijzondere rol gespeeld door de levering van grote aantallen autobussen aan de Nederlandse Spoorwegen en de daarmee gelieerde busbedrijven.

## Geschiedenis
Het moederbedrijf, de oorspronkelijke motorenfabriek Crossley, bestond al in de negentiende eeuw, bouwde zijn eerste automobiel in 1904, werd in 1988 onderdeel van Rolls-Royce plc en sloot als assemblagefabriek Crossley Works in 2009 definitief de deuren.
De autodivisie Crossley Motors Ltd. werd opgericht in 1906. In de loop der jaren werden grote aantallen voertuigen geproduceerd, zoals personenauto's, vrachtauto's (vooral voor de Britse krijgsmacht), autobussen en trolleybussen. Tijdens de Eerste Wereldoorlog bouwde Crossley Motors ongeveer 10.000 legervoertuigen. Veel verkochte producten in het interbellum waren de Arrow en Eagle enkeldeksbussen, de Condor en Mancunian dubbeldekkers, de TDD4 en TDD6 trolleybussen en de Silver, Golden, Ten en Regis personenauto's. De fabriek verwierf in 1933 het recht de Streamline personenauto, een revolutionaire schepping van de excentrieke ontwerper Sir Charles Dennistoun Burney, te produceren. Er zijn er maar enkele van gebouwd. Crossley was ook actief in de vliegtuigindustrie en bezat van 1920 tot 1928 de meerderheid van de aandelen van de auto- en vliegtuigfabriek Avro.
Tussen beide wereldoorlogen produceerde Crossley pantserwagens voor het Britse leger zoals de Crossley Mark I. Vanaf 1932 begon het bedrijf met de productie van vrachtwagens. Dit was uiteindelijk zo succesvol dat het in 1937 de productie van personenwagens staakte. Vanaf het begin was het leger, met name de Royal Air Force, een belangrijke afnemer. In 1935 had het leger behoefte aan een vrachtwagen met een laadvermogen van 5 ton. Haast was geboden en Crossley maakte bij het ontwerp gebruik van onderdelen voor civiele en oudere militaire vrachtwagens, zoals de Crossley IGB (6x6). Het meest bekende voertuig uit die periode is de Crossley FWD. Dit voertuig met vierwielaandrijving werd onder meer als crashtender bij militaire vliegvelden ingezet. Enkele exemplaren hebben direct na de oorlog nog dezelfde rol vervuld op de luchthaven Schiphol.
In de jaren veertig produceerde de fabriek nog diverse bustypen zoals de Crossley DD42 dubbeldekker, de SD42 enkeldekker en de Dominion en Empire trolleybussen. In 1951 werd Crossley Motors overgenomen door de Londense bus- en vrachtwagenproducent AEC. Het laatste Crossley-chassis werd in 1953 gebouwd, waarna de productie in de fabriek in Errwood Park onder de naam AEC nog werd voortgezet tot 1958.

### Portretten van Britse Crossley-producten

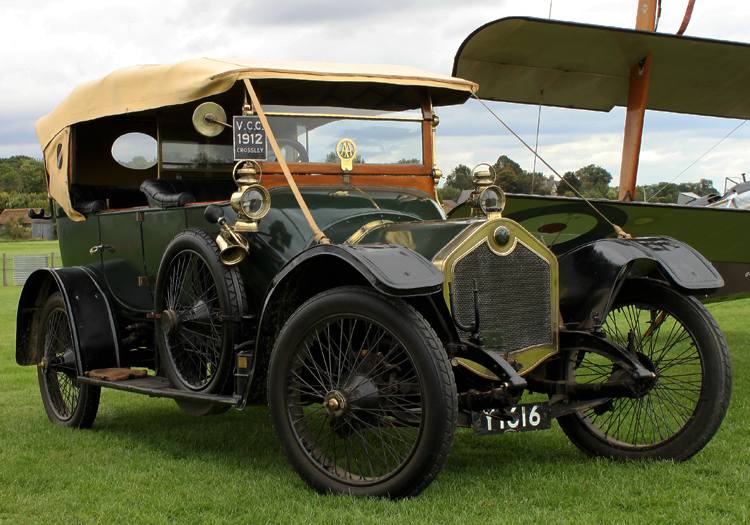
Crossley Model 15 (1912) uit de Shuttleworth Collection
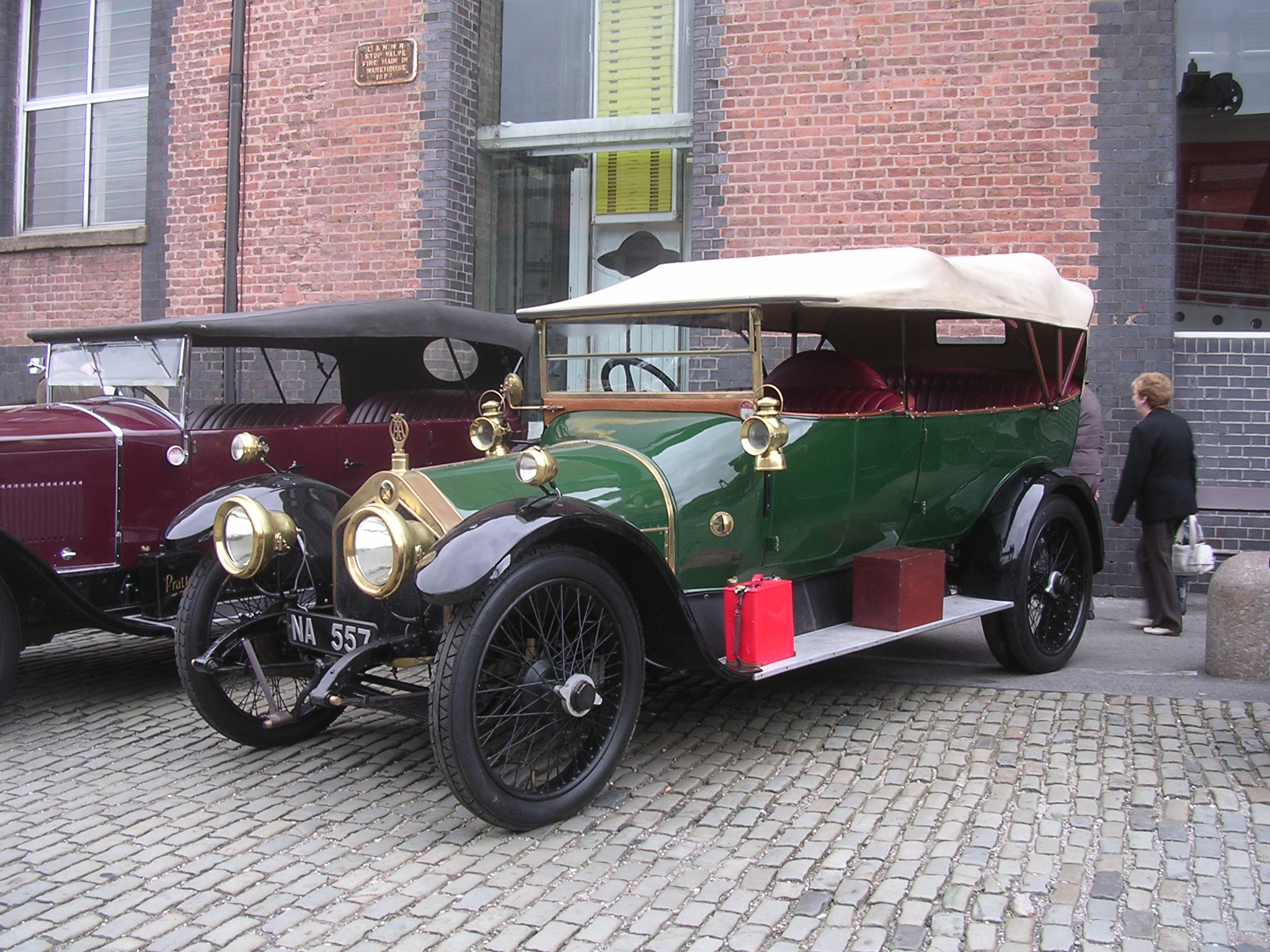
Crossley 20/25 van rond de Eerste Wereldoorlog
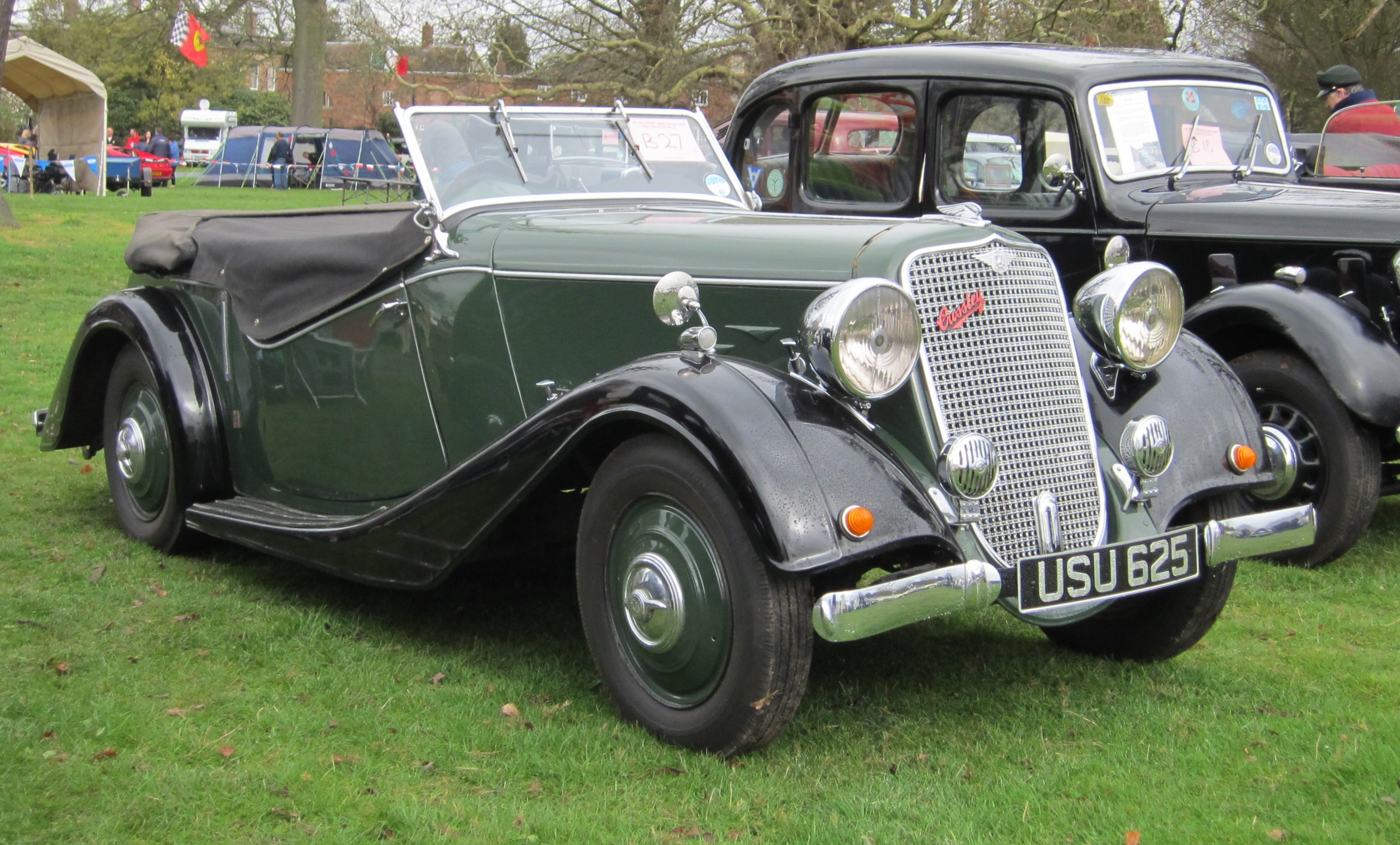
Crossley Regis-cabriolet uit 1935
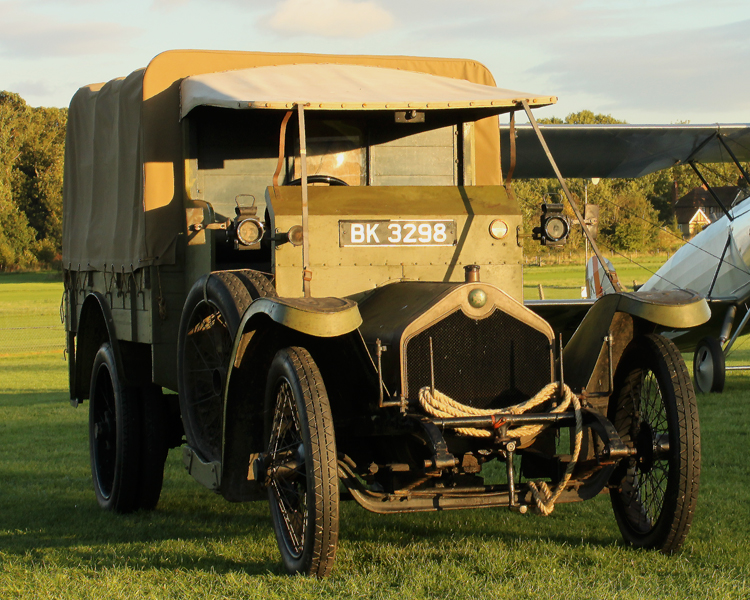
Crossley 20/25 Tender (1914) uit de Shuttleworth Collection
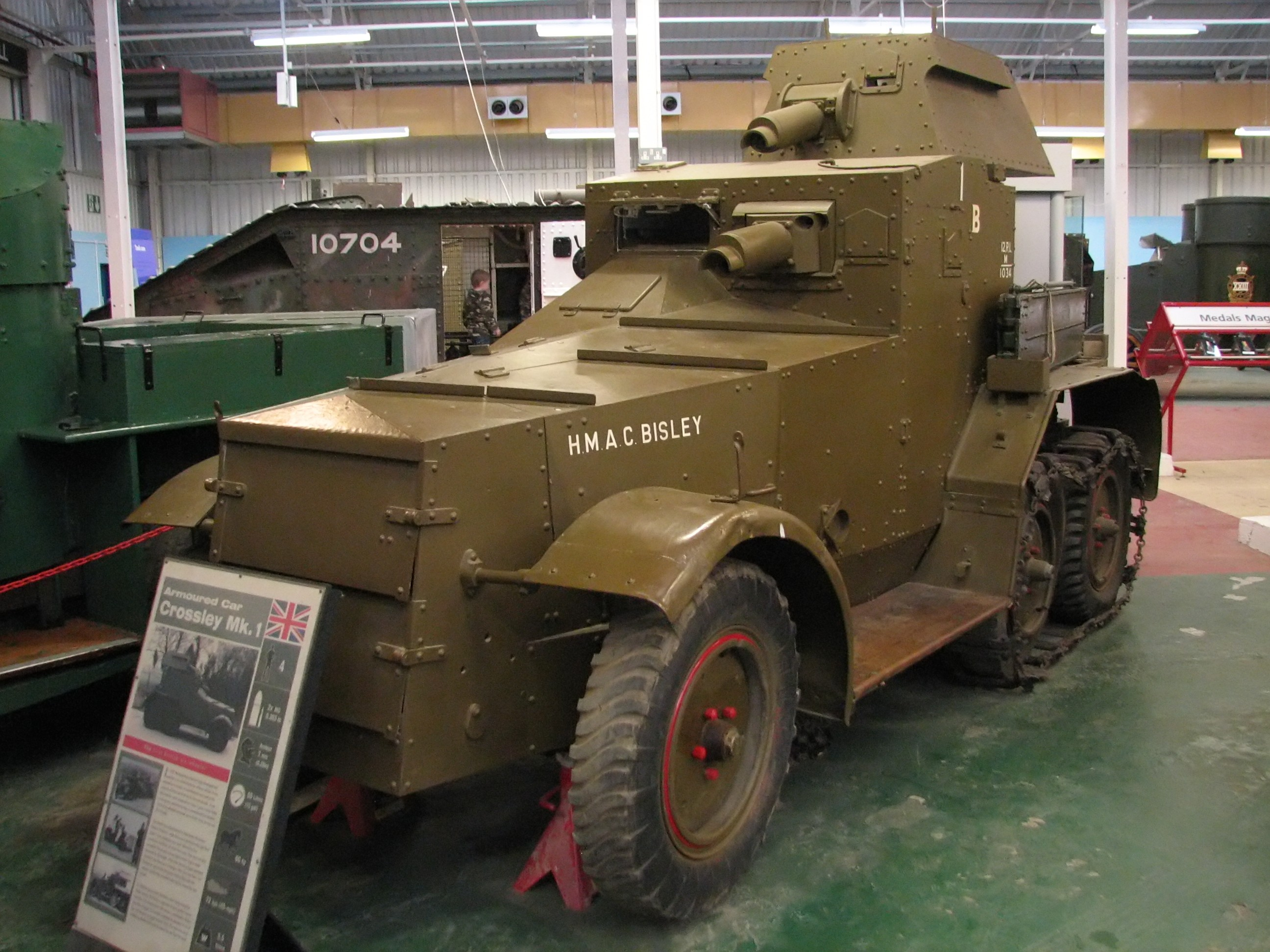
Crossley Mark I-pantserwagen
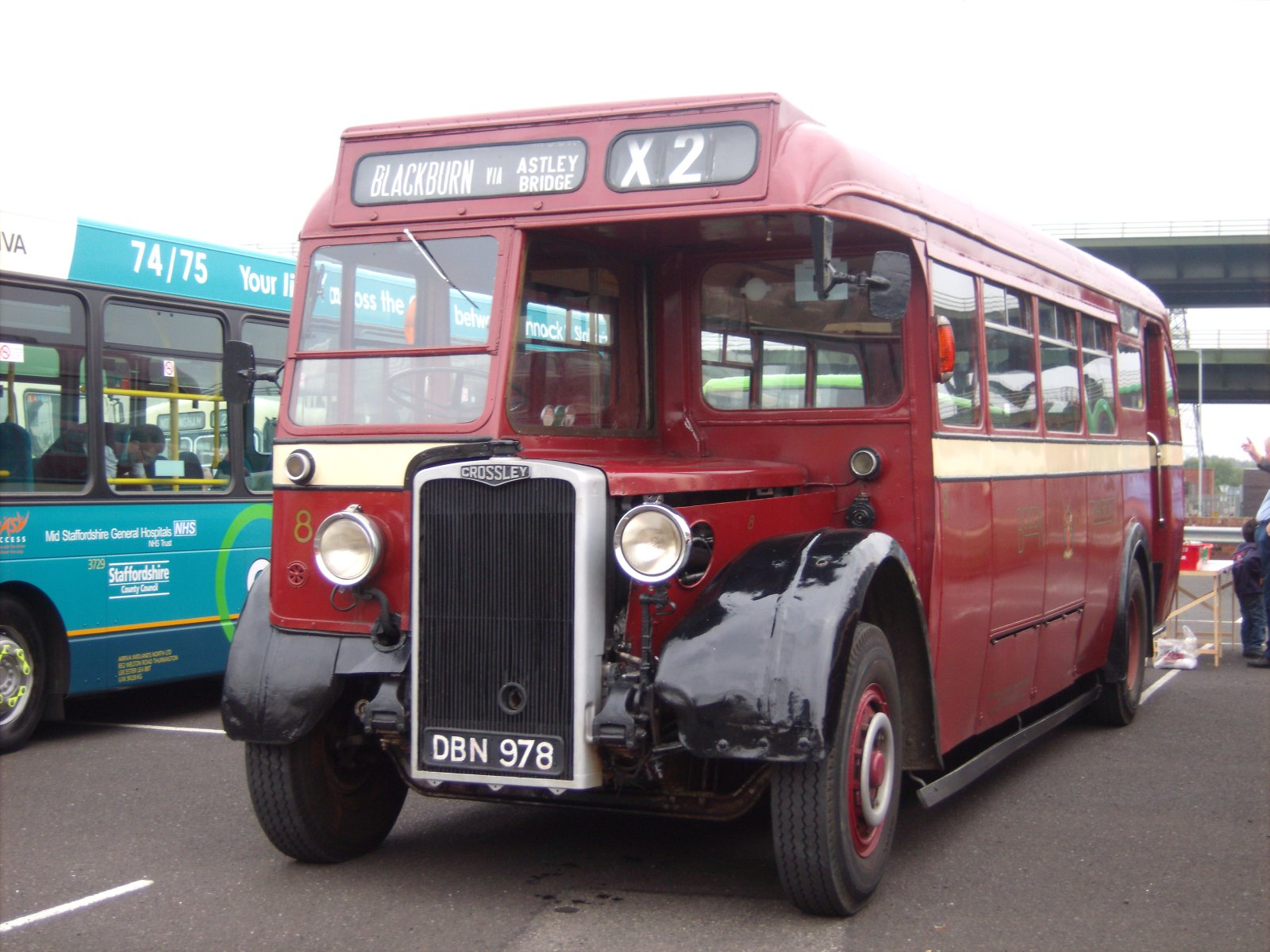
Crossley SD42/7 enkeldeksbus, bouwjaar 1949, van Bolton Transport
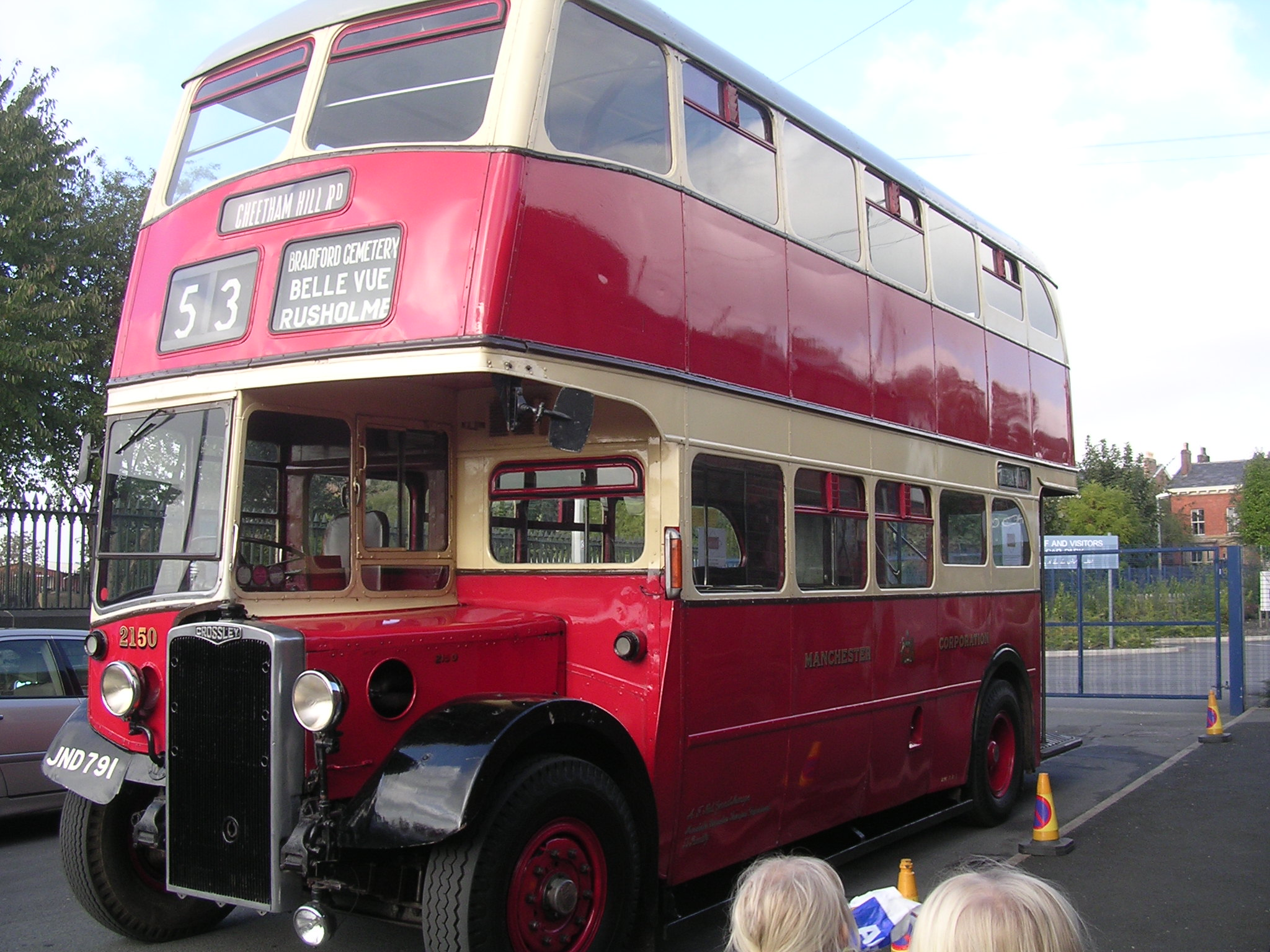
Crossley DD42-dubbeldeksbus van 1949 in het Transport Museum van Manchester
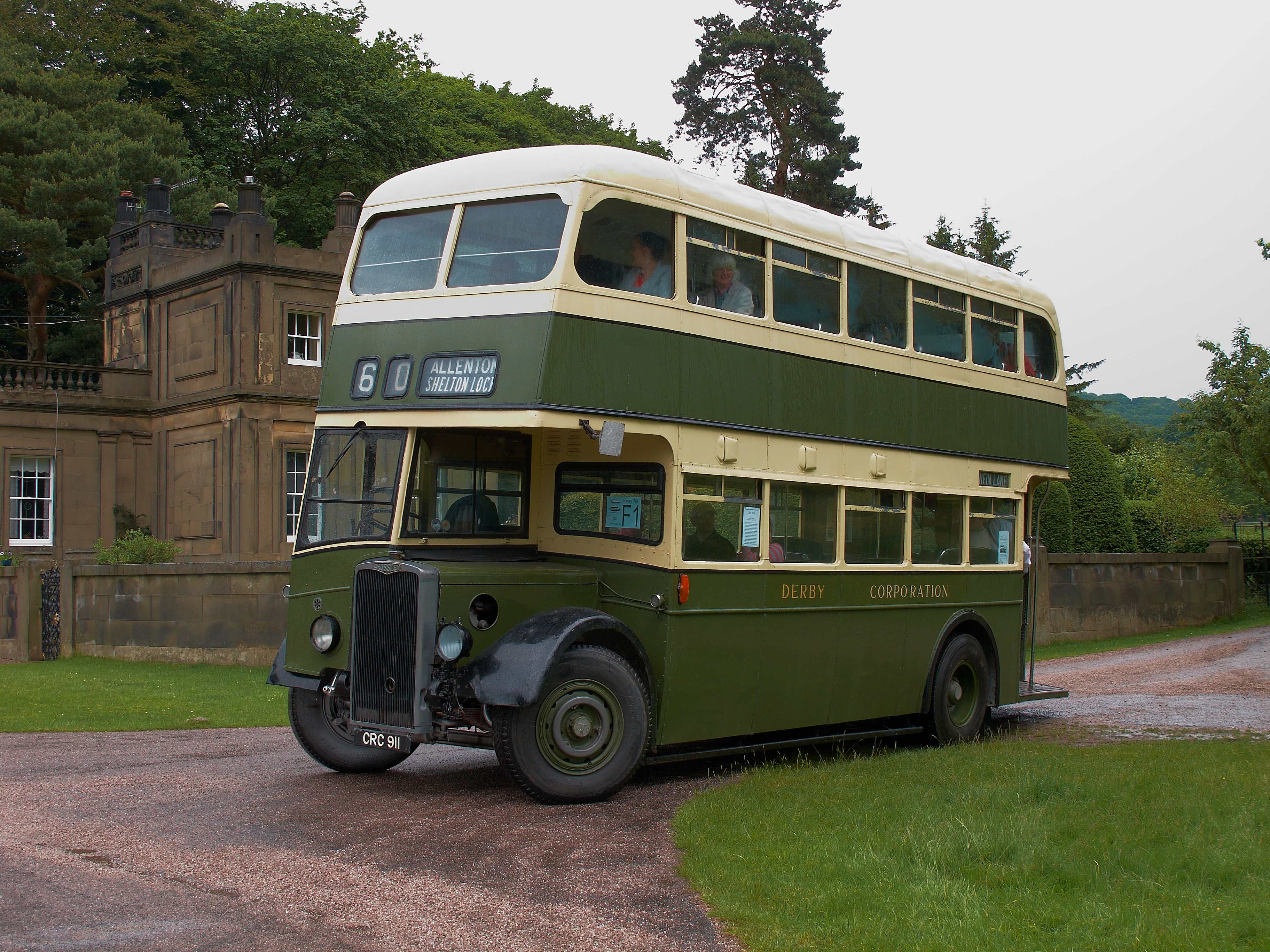
Crossley DD42 van Derby Corporation met carrosserie van Brush, bouwjaar 1952. Een van de laatst gebouwde Crossley-bussen

## Crossley in Nederland

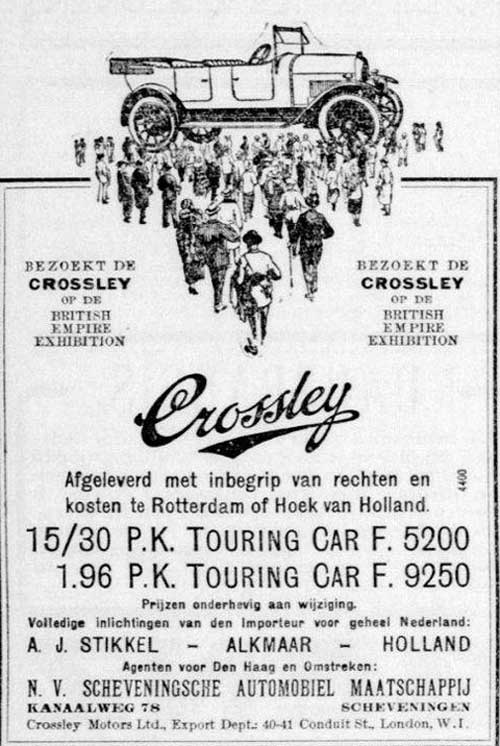
Nederlandse advertentie uit 1924

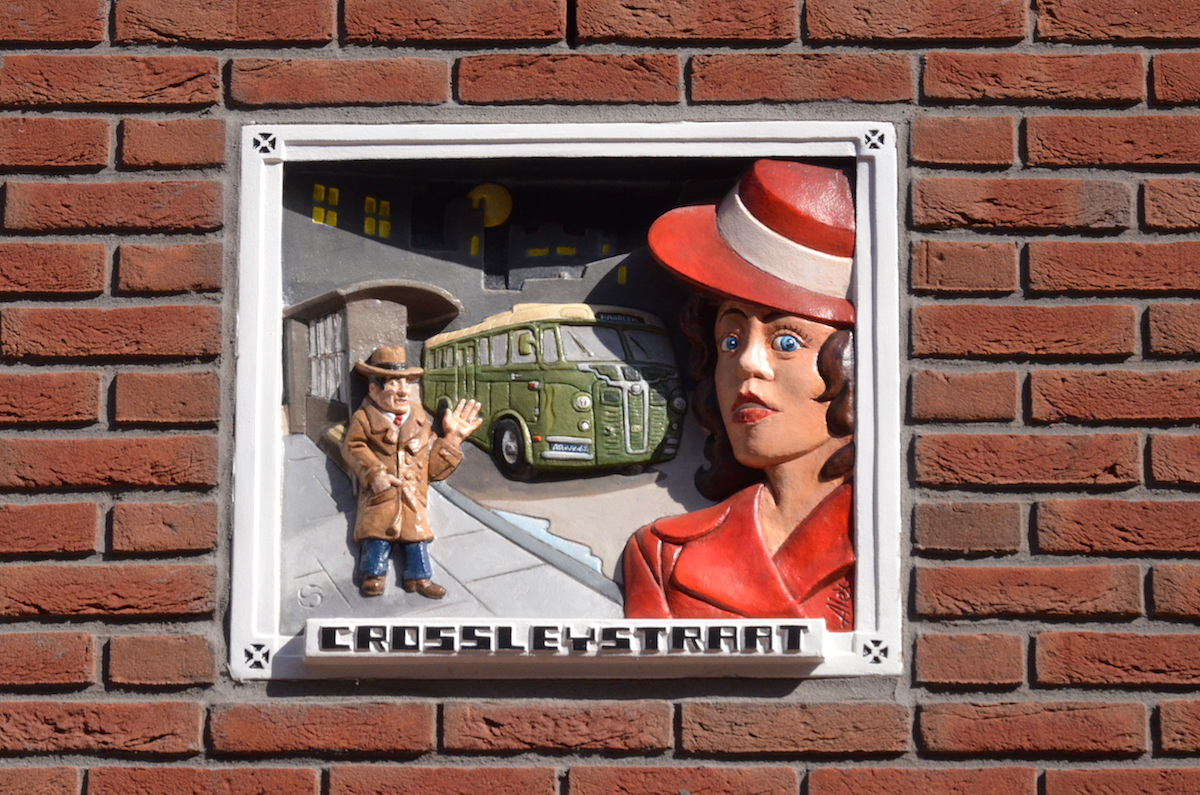
Gevelsteen in de Crossleystraat in Haarlem, in de wijk waar de straatnamen herinneren aan vervoerbedrijf NZH

Crossley Motors heeft een bijzondere rol gespeeld in de wederopbouw van het openbaar vervoer na de bevrijding van de Duitse bezetting in Nederland. Al in 1945 bestelde de directie van de Nederlandse Spoorwegen 250 Crossley-trekkers (TCR), bestemd voor 240 opleggerbussen (OB), en 925 autobuschassis. Omdat een aanzienlijk deel van de spoorlijnen in Nederland zeer onder de oorlogshandelingen had geleden, wilde men deze bussen gebruiken voor vervangend vervoer. Bovendien bezat de NS vele dochterondernemingen die actief waren in het stads- en streekvervoer en na de bevrijding eveneens grote behoefte hadden aan nieuw materieel. Ook sloot de bestelling aan op de beleidskeuze van de NS om drukke tramverbindingen, waaronder de tramlijn Haarlem - Leiden en de tramlijn Utrecht - Zeist, door buslijnen te vervangen.
Het was de omvangrijkste exportorder die een Britse autobusfabriek tot dat moment had mogen leveren. Crossley Motors, dat geen oorlogsschade had opgelopen, was in staat snel te leveren, beschikte over een programma van geschikte chassistypen en had 8.6 liter dieselmotoren ontwikkeld (de HOE7 en de met een blower uitgeruste HOE9), die goed bruikbaar waren voor het gestelde doel. Wel werden luchtdrukremmen van Westinghouse toegepast in plaats van de Crossley-vacuümrem.

### Trekkers
Als eerste werden in 1946-1947 de 250 trekkers afgeleverd. De PT42/1 (met HOE7-motor) was gebaseerd op het ingekorte chassis van de Crossley DD42 dubbeldeksbus. Zij werden gekoppeld aan een oplegger van DAF met een opbouw van Verheul (40 stuks), Aviolanda (75), Fokker (75) of Werkspoor (50). Zij waren bedoeld voor treinvervangende diensten in het gehele land en werden ondergebracht bij de streekvervoerbedrijven, waaronder ook een aantal buiten het NS-concern, zoals BBA en OAD. De laatste TCR/OB-combinaties werden in 1955 buiten dienst gesteld. Een aantal is verkocht aan de kerkelijke organisatie Oostpriesterhulp en heeft nog jarenlang, in sterk verbouwde vorm, in de toenmalige DDR rondgereden als rijdende kerk. Andere exemplaren werden verbouwd tot vrachtwagen.

### Bussen
De 925 autobuschassis arriveerden in 1947-1948 in Nederland. 500 stuks (Crossley SD42/1 met HOE9-dieselmotor) waren ruim 11 meter lang, de 425 overige (Crossley SD42/2 met HOE7/3 dieselmotor) ruim 10 meter. De bijbehorende carrosserieën werden geleverd door de vaste leveranciers van spoorwegmaterieel Werkspoor (195 stuks), Beijnes (95, waarvan 47 uitbesteed aan Smit Appingedam) en Allan (66). Busbouwer Verheul vervaardigde zelf slechts 18, maar besteedde de bouw van honderden exemplaren naar Verheul-ontwerp uit aan scheepswerf De Schelde (185, waaronder 128 van aluminium) en vliegtuigbouwer Aviolanda (200). In kleine aantallen leverden ook de carrosseriebedrijven Lamboo (13), Jongerius (2) en Hoogeveen (10) een bijdrage. 150 carrosserieën werden geleverd door Crossley Motors zelf.
De bussen werden ingezet voor de treinvervangende busdiensten van de NS. Zij werden daarnaast en daarna verdeeld over de busbedrijven Citosa, EDS, GADO, LTM, NACO, NBM, NOF, NTM, NZH, Salland, SBM, SW, VAD, Velox, WSM en de tot Zuidooster gefuseerde MBS en Vitesse. Ook het K.L.M. Autobusbedrijf (voor 50% NS-eigendom) verkreeg een aantal luxe Crossleys voor de aan- en afvoerdiensten naar Schiphol. Overigens bestond er een levendige handel tussen deze busbedrijven en wisselden vele Crossleys van eigenaar, soms meer dan eens.
Na enige tijd bleek dat er te veel bussen waren ingekocht, door te ruime calculaties maar ook doordat na 1949 het vervoer terugliep door het weer beschikbaar komen van andere vervoermiddelen. Een groot aantal Crossleys stond jarenlang opgeborgen als mottenballenvloot alvorens in dienst te komen. Dit gold bijvoorbeeld voor alle 47 Crossleys van Smit Appingedam en een deel van de 200 Aviolanda-bussen. Het veroorzaakte enig gemor bij particuliere busondernemingen, die moeite hadden om aan geschikt materieel te komen, en ook bij de betrokken carrosseriebouwers, die onder druk waren gezet om op tijd te leveren. Hoewel NS uit concurrentie-overwegingen bij voorkeur al deze bussen zelf wilde houden, moest men onder overheidsdruk uiteindelijk ook bedrijven laten meeprofiteren die geen binding hadden met NS. Zo werden Crossley-bussen verkocht aan onder meer AMZ, BBA, EBAD, IAO, RET, Schutte, Twee Provinciën en VADAH. Na enkele jaren trok het vervoer weer aan, zodat de laatste opgeborgen bussen in 1953 in dienst konden komen.
In het begin werden enige problemen ondervonden met de HOE9 dieselmotoren van de 11-meter Crossleys. De blowers moesten worden verwijderd, waardoor het motorvermogen afnam met 40%. Tussen de fabriek en de NS ontstond hierover een geschil dat pas juridisch is afgewikkeld toen Crossley Motors al eigendom was van AEC. Volgens de fabriek had het lange buiten dienst staan de motoren geen goed gedaan en was dit haar niet te verwijten.
Toch presteerden deze bussen ook zonder de blowers nog altijd heel behoorlijk en de Crossley-bussen hebben over het algemeen goed voldaan. Zij waren populair en hebben jarenlang het beeld van de Nederlandse streekbus bepaald. Aanvankelijk reden ze met conducteur of conductrice, met de chauffeur in een aparte cabine achter een separatieruit. Later werden vele exemplaren verbouwd tot eenmanswagen, waartoe de deuren werden verplaatst en de separatieruit schuifbaar werd gemaakt. In Haarlem bij de NZHVM en in Nijmegen bij de Zuidooster (in opdracht van GTN / CVD) reden Crossleys die tot stadsbus waren verbouwd. Veel eigenaren gebruikten een aantal van hun Crossleys als touringcar en lieten ze daartoe verfraaien, vaak met een nieuwe luxe carrosserie, die door bouwers als Verheul, Den Oudsten, Hainje en Medema geleverd werd. Bussen die voor een nieuwe carrosserie werden gekozen, behoorden meestal tot de 128 Crossleys van De Schelde, die door de aluminium beplating nogal rammelden onder het rijden.
De laatste Crossleys in Nederland gingen in 1965 buiten dienst. Voor de opvolging van dit markante bustype koos het NS-concern voornamelijk zelfdragende bussen met Leyland-componenten van Werkspoor (de 'bolramer-streekbus') en Verheul.

### Portretten van Crossley-bussen in Nederland

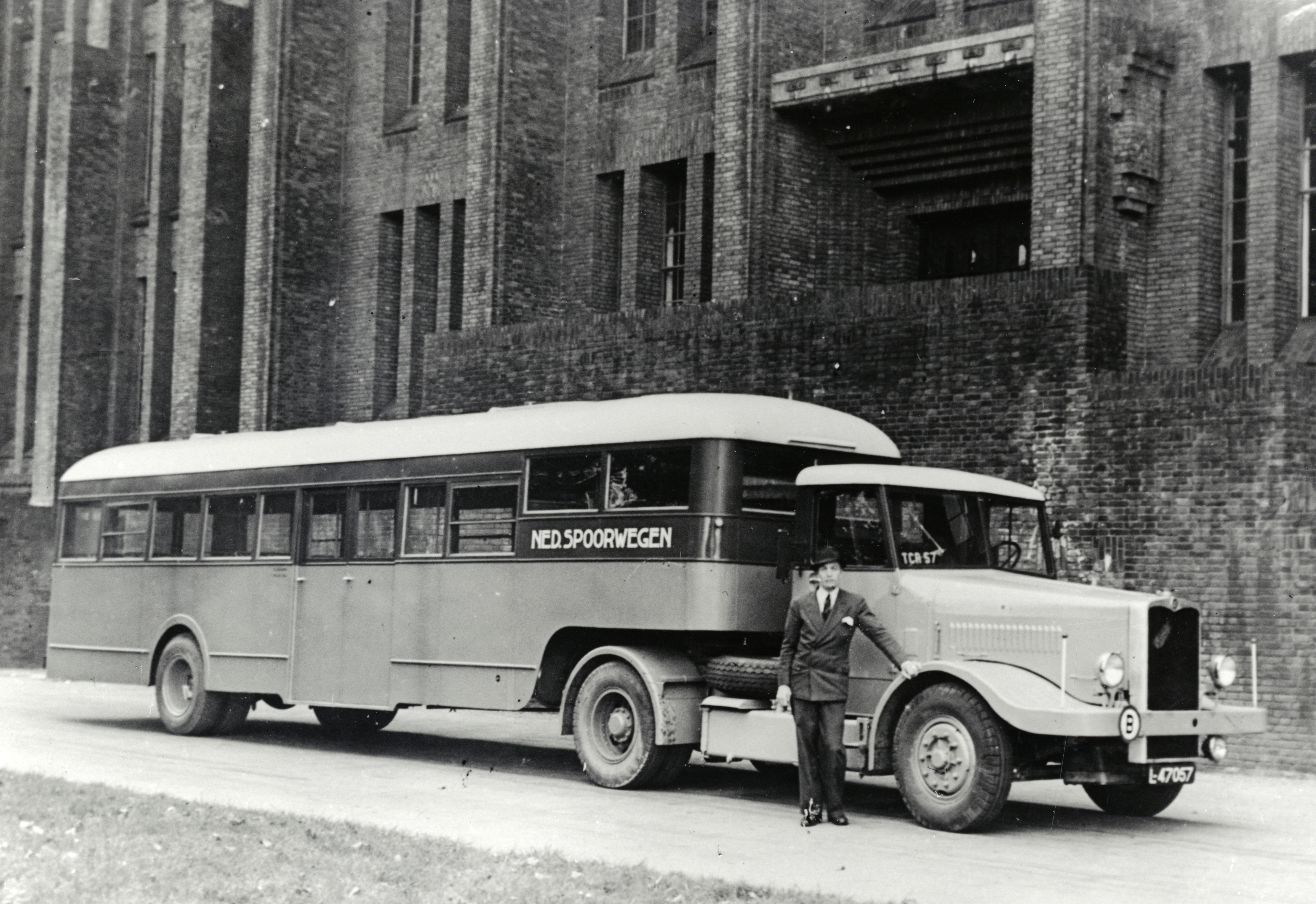
TCR/OB-combinatie van Crossley PT42/1-trekker met opleggerbus van de NS te Utrecht, omstreeks 1946
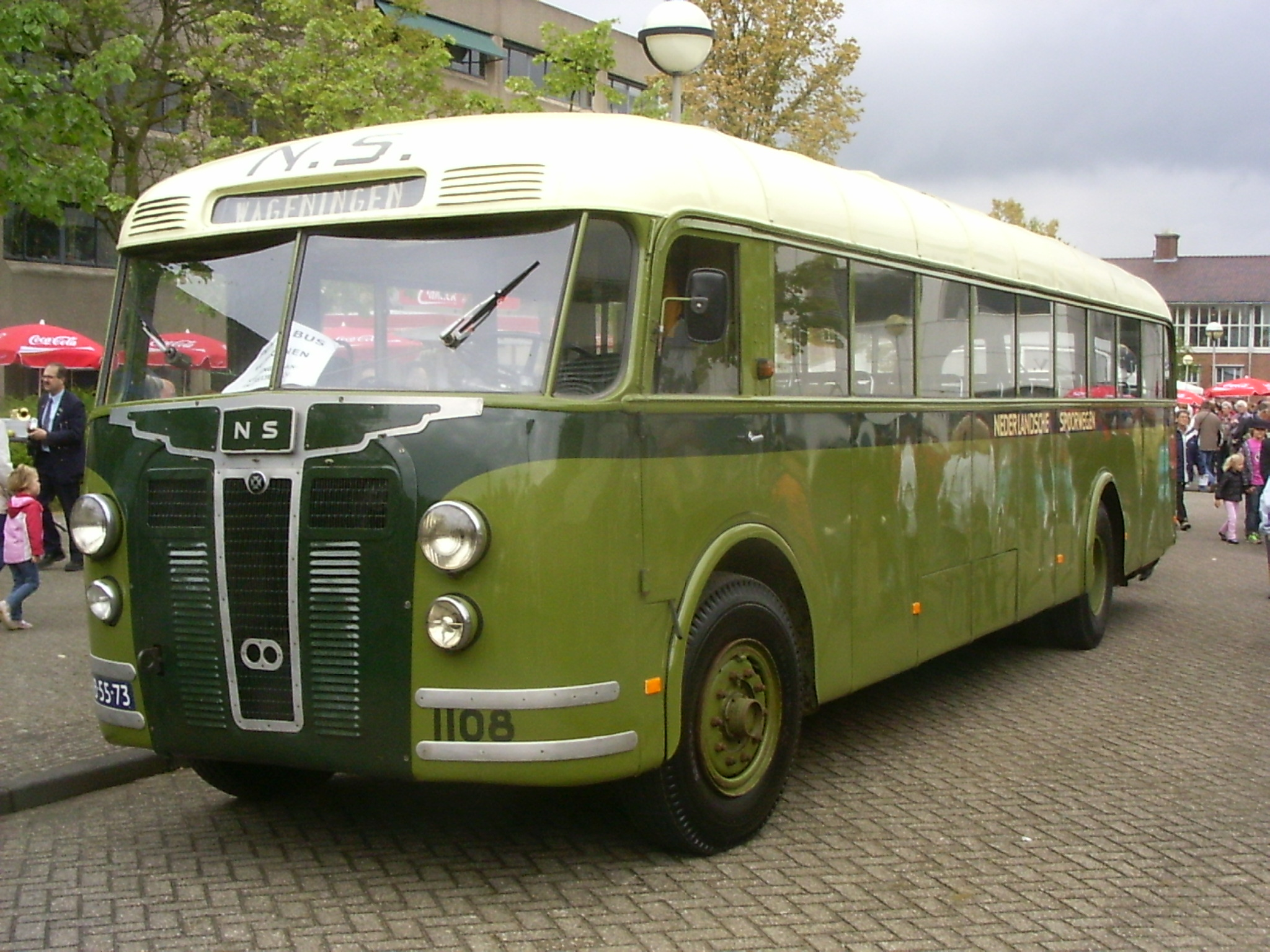
Crossley SD42/1-bus 1108 met aluminium carrosserie van de Vlissingse scheepswerf De Schelde
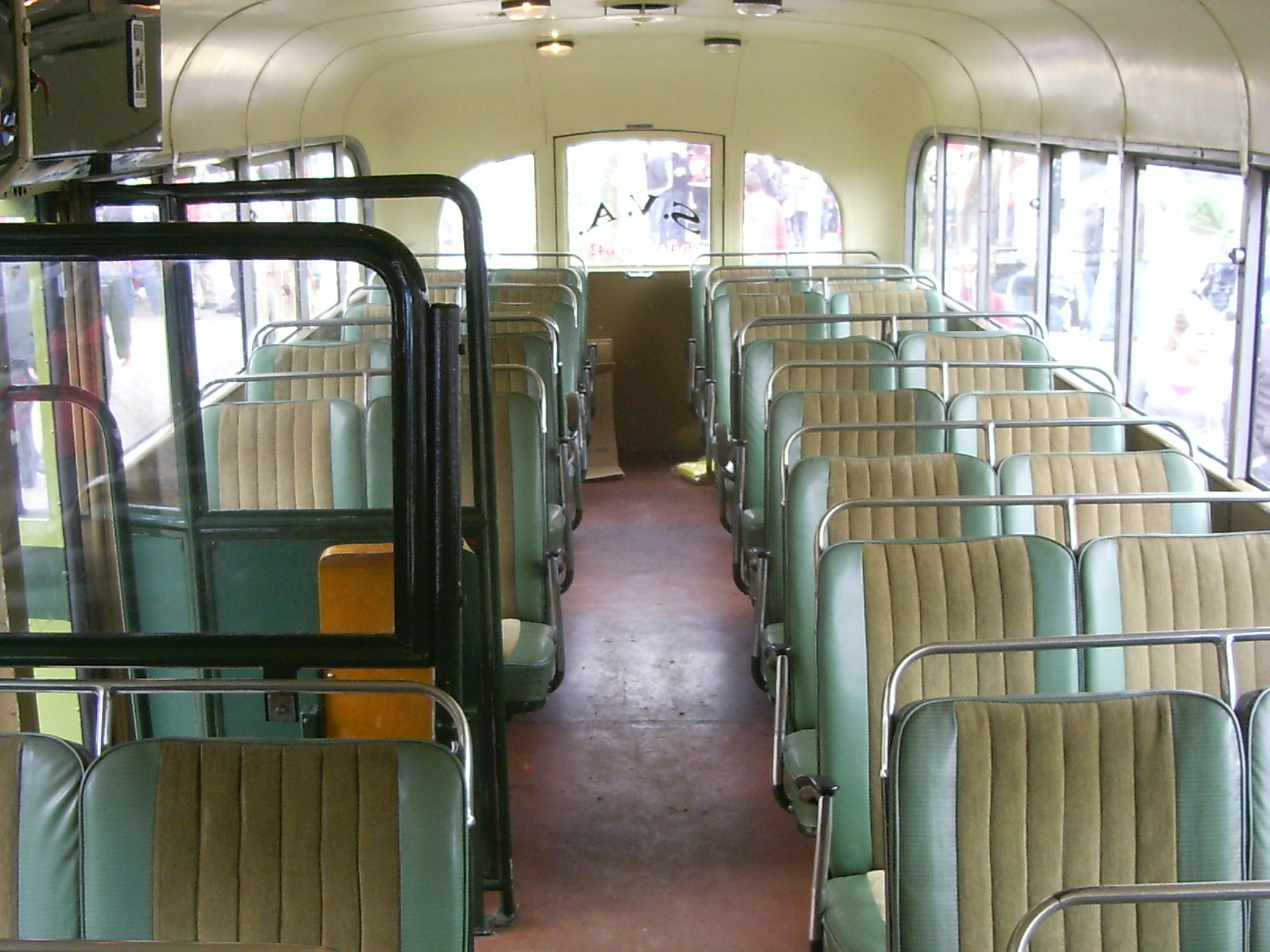
Interieur, 1108 (de banken uit 1957 behoren niet oorspronkelijk bij deze bus)
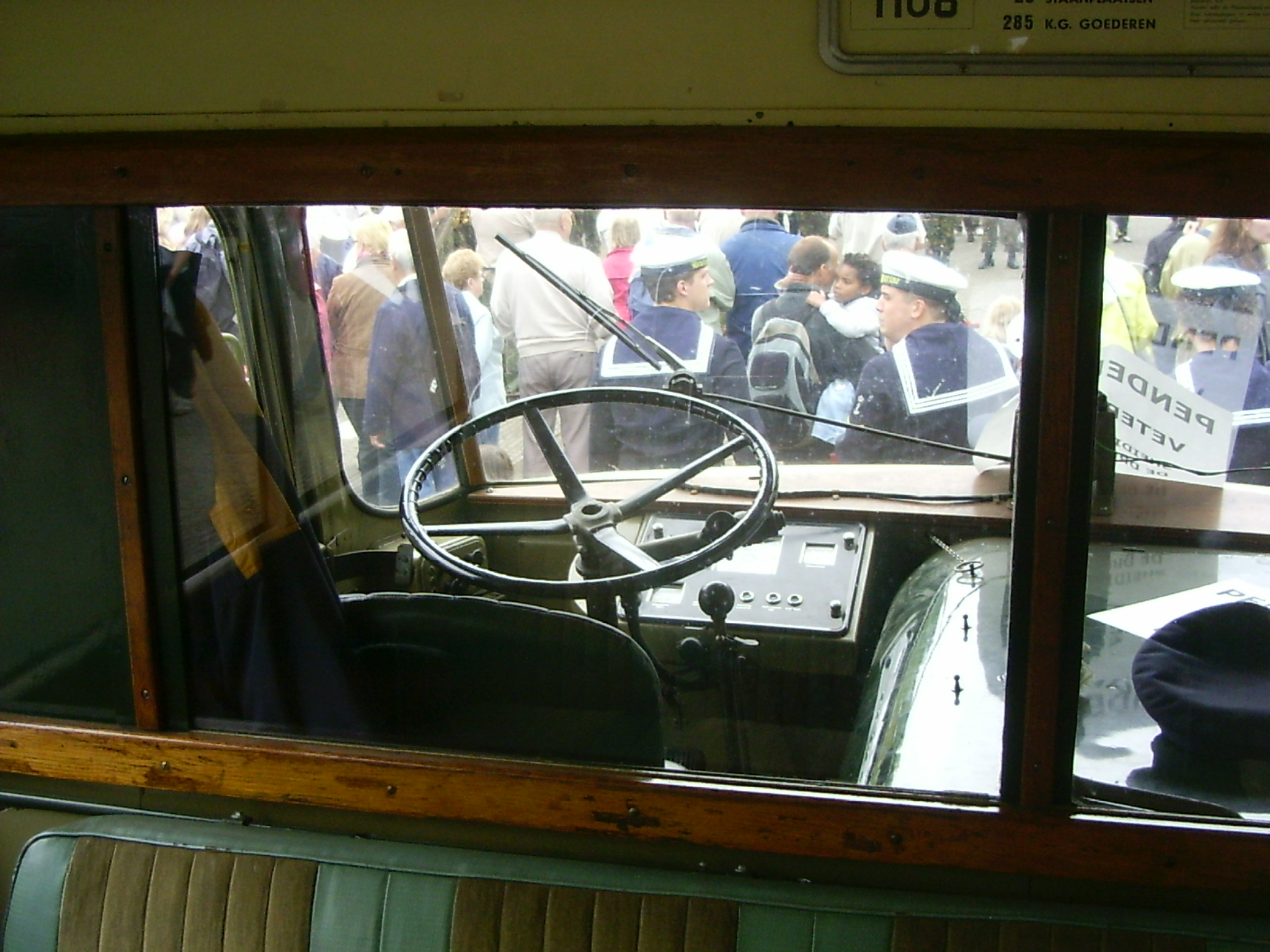
Bestuurdersplaats, 1108
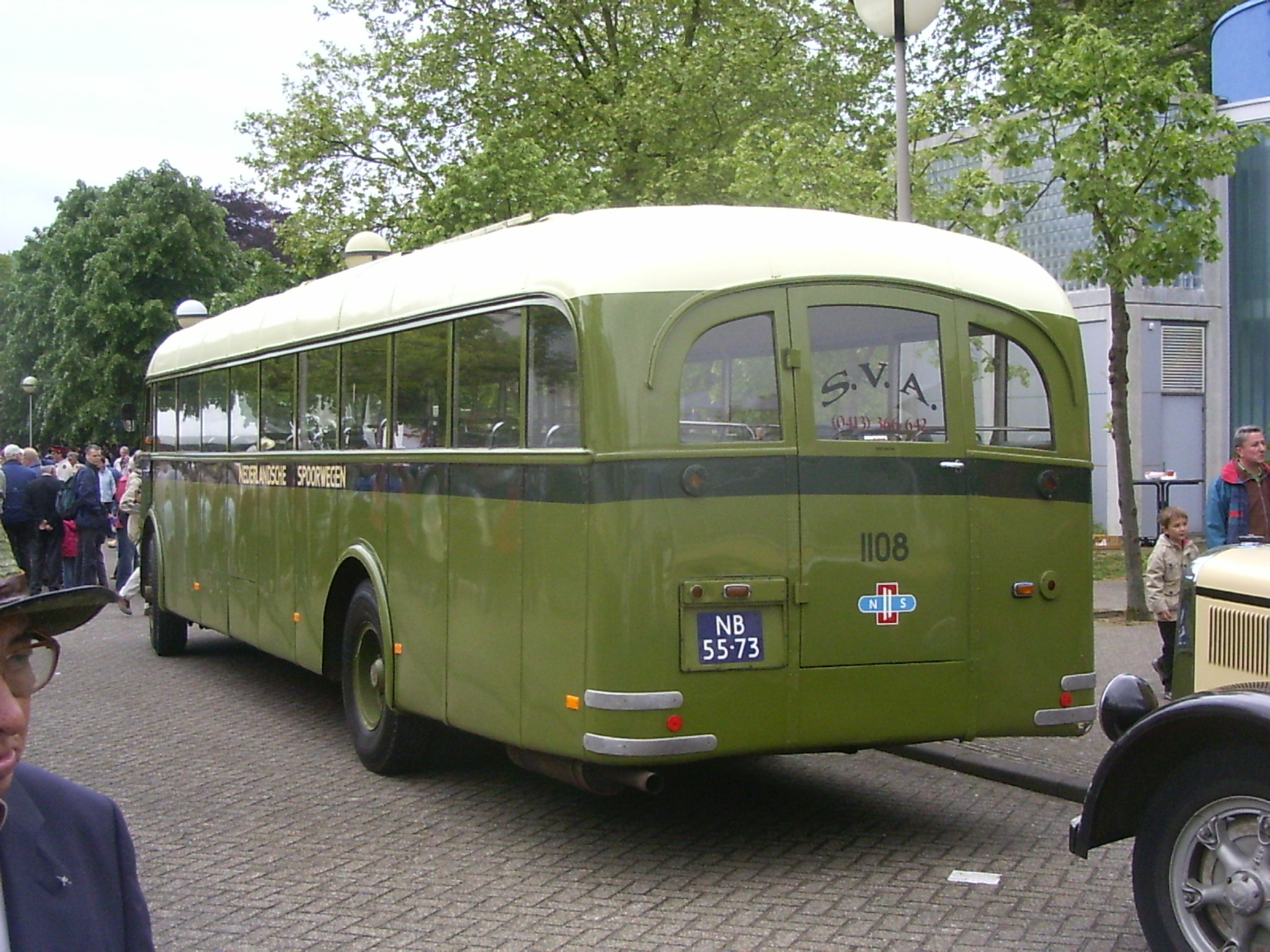
Achterkant, 1108
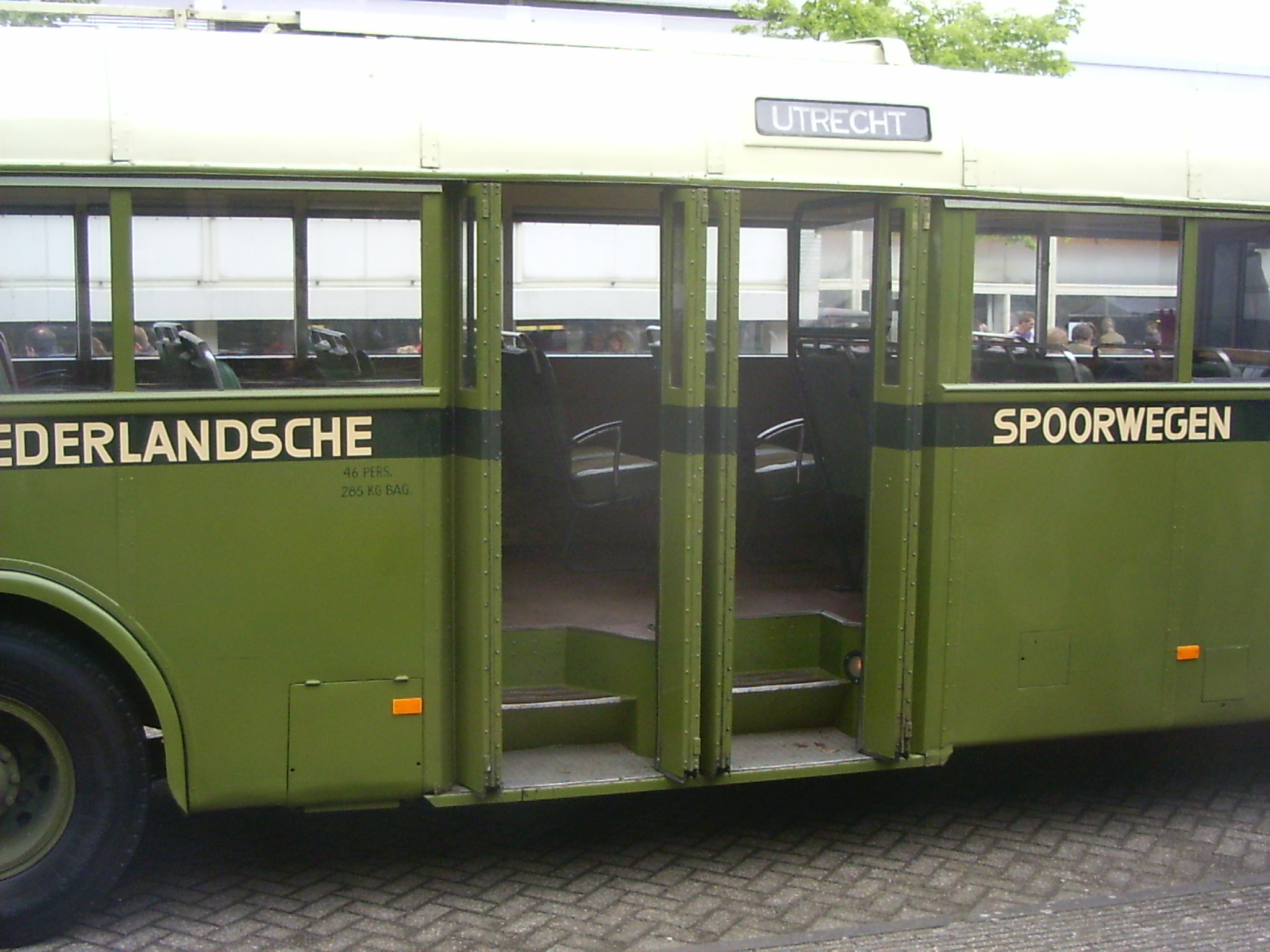
De vouwdeuren geopend, 1108
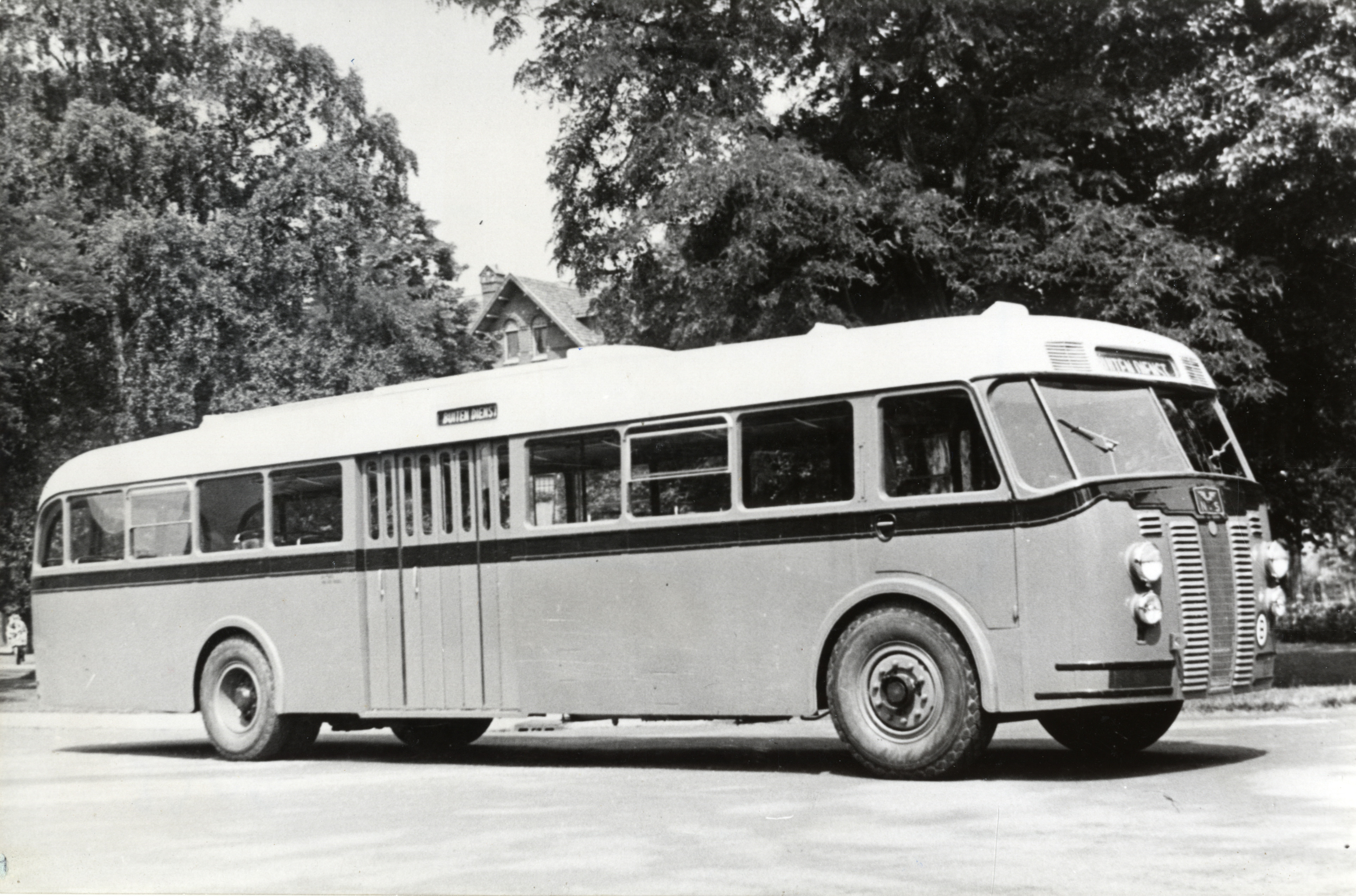
Crossley SD42/1 nr. 1209 met Werkspoor-carrosserie voor NBM
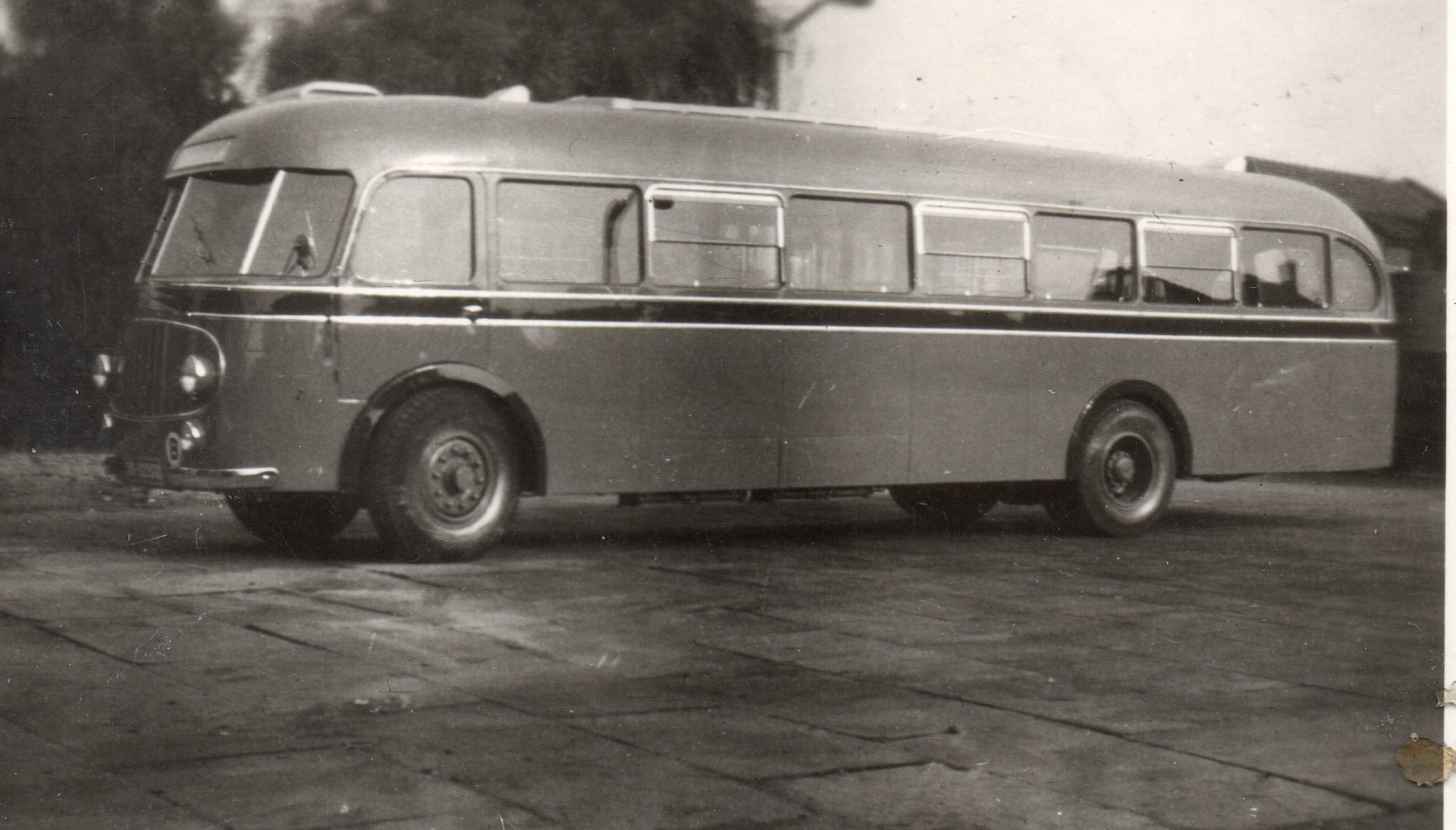
Crossley SD42/2 nr. 1902 met Lamboo-carrosserie van Citosa
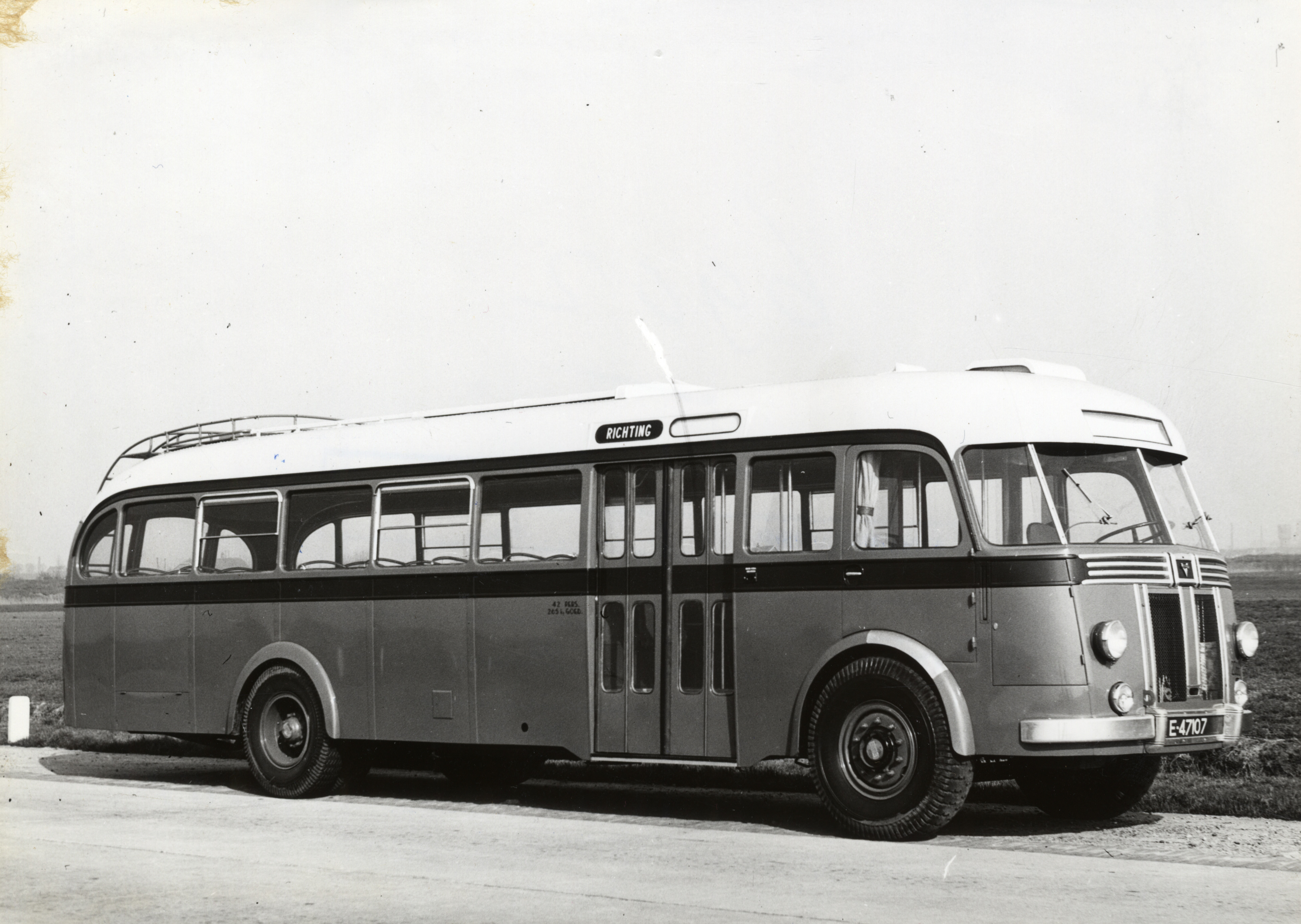
Crossley SD42/2 nr. 2066 met Verheul/Aviolanda-carrosserie voor Salland
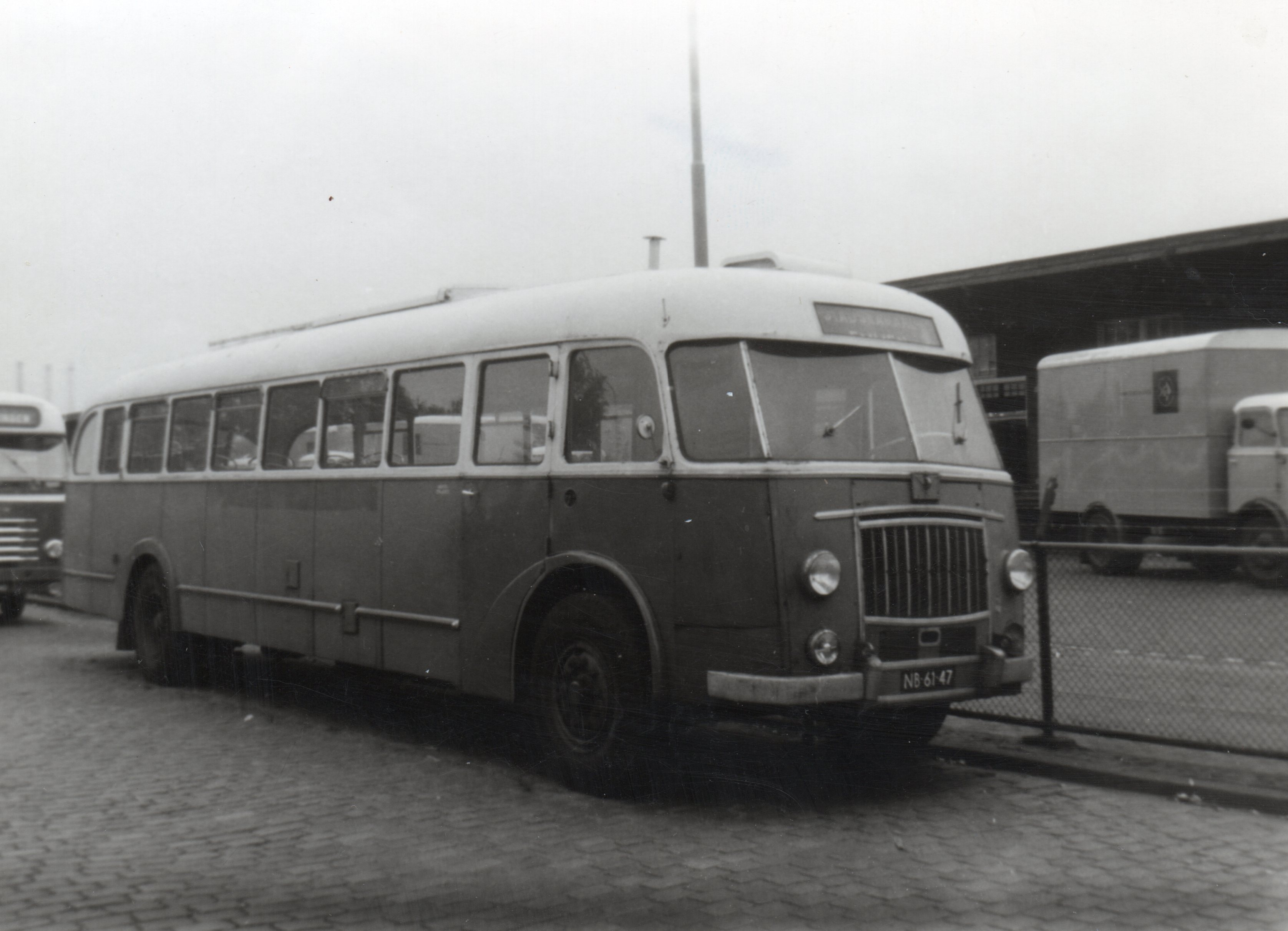
Crossley SD42/1, carrosserie Verheul bouwjaar 1949, GADO 1616, ex KLM-bus
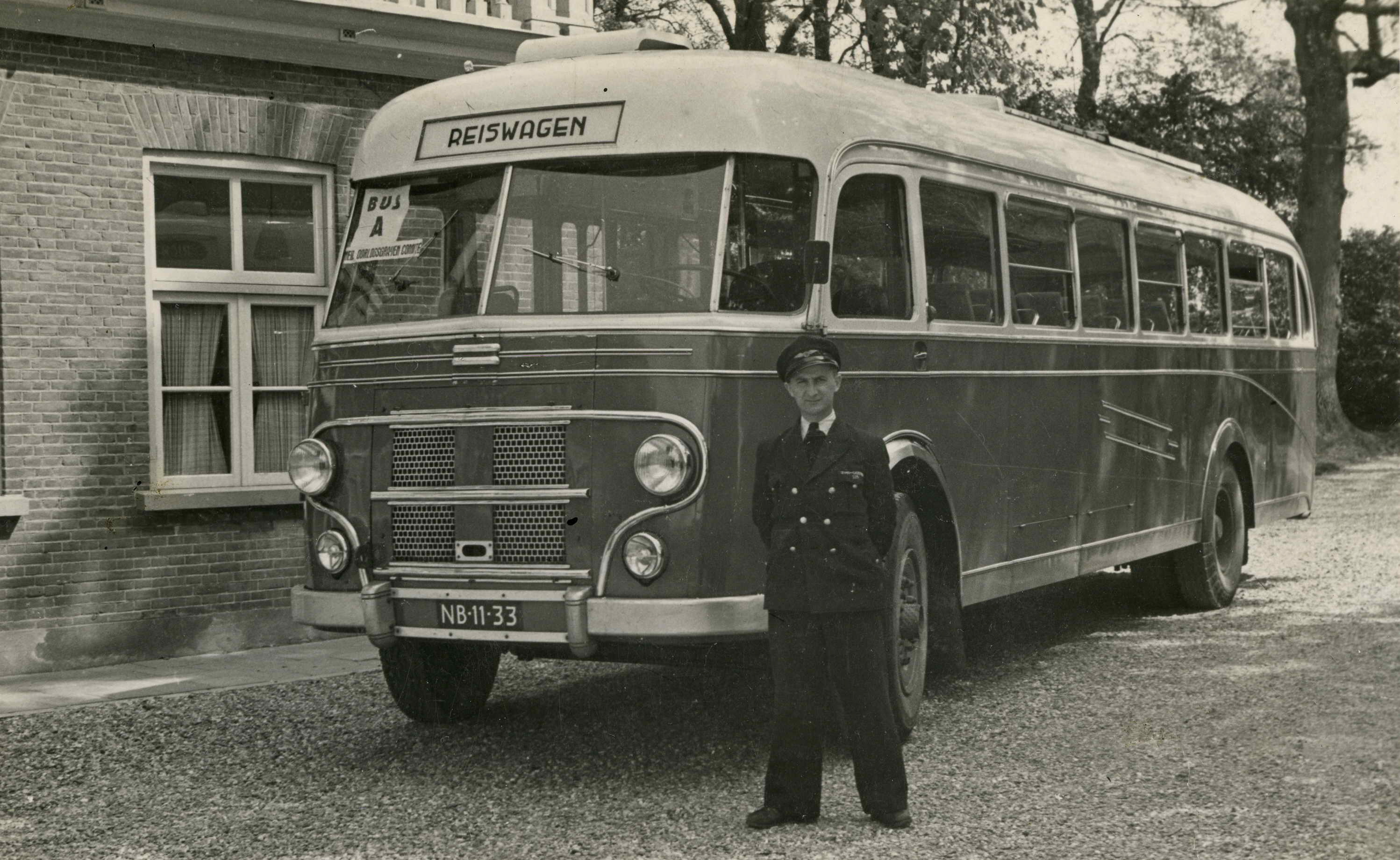
Crossley SD42/2, carrosserie Verheul-Aviolanda bouwjaar 1949, Zuidooster 2063
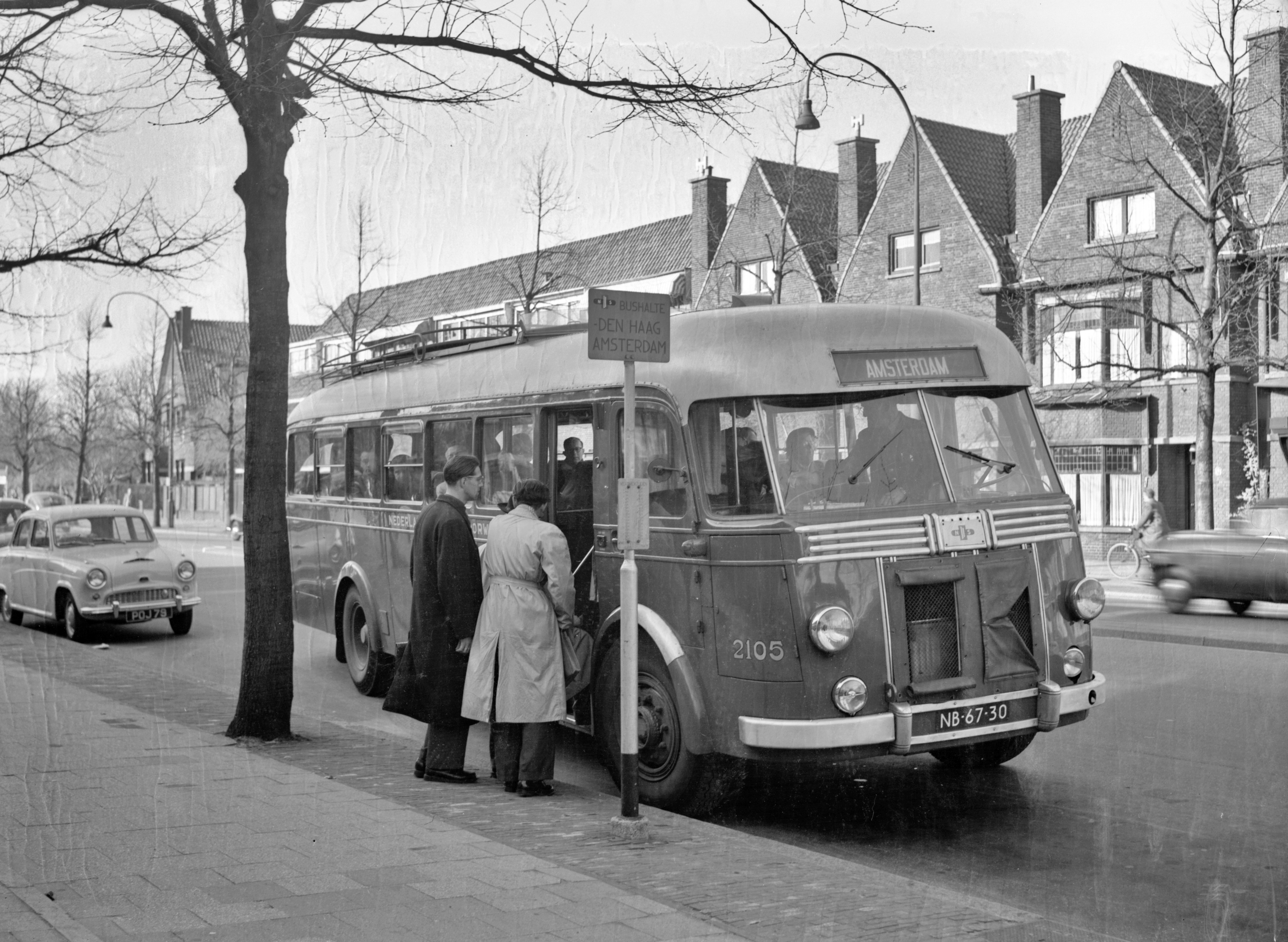
NZH 2105 Crossley SD42/2 met Verheul-Aviolanda carrosserie van de NS-busdienst (Amsterdam-Den Haag) in 1955

### Museumbussen
- NBM-autobus 1108 (Crossley SD 42/1 met carrosserie De Schelde) is in rijvaardige staat gerestaureerd door de Stichting Veteraan Autobussen.[4]
- WSM-bus 2007 (Crossley SD 42/2 met carrosserie Aviolanda) is in handen van het Haags Bus Museum.[5] Deze bus is nog niet gerestaureerd.